# شهرستان نوگلیکسکی
شهرستان نوگلیکسکی (به لاتین: Nogliksky District) یک شهرستان در روسیه است که در استان ساخالین واقع شده‌است.